# 山分ネルソン祥興
山分　ネルソン　祥興（やまわけ　ねるそん　よしおき、1973年9月9日 - ）は、マレーシア出身の産婦人科医。18才で来日後、北海道大学薬学部・大学院、大阪大学医学部を経て、現在は、希咲クリニックの院長。家族は妻と子供3人。日本国籍を取得しており、帰化前の名前は「鄧祥興」である。

## 来歴
マレーシアペラ州、イポー市で生まれた。祖籍は広東省の客家人であるが、幼少期は貧困な家庭で過ごし、実家は移動式のお菓子屋を経営。小さい頃から日本への憧れが強く、18才の時（1992年）に来日した。
来日後は日本語学校に通いながら勉強を続け、怡保南獨中学卒業後北海道大学薬学部へ進学。大学院まで進んだが医師への思いを捨てきれず、大阪大学医学部を受験。

## 医師免許取得後
大阪大学医学部卒業後は市立豊中病院で研修医となった。研修期間中に妻が妊娠・出産を迎え、長男が誕生したことが産婦人科医を目指すきっかけとなった。現在は、大阪淀川区の阪急十三駅に希咲クリニックを開院し院長として勤務。

## 政治活動
第22回参議院議員通常選挙の大阪府選挙区に新党改革の新人として立候補。106,038票を集めるも結果は落選した。

## 趣味・特技
- 趣味は、キックボクシング、競技ダンス・社交ダンス、読書、妻や子どもたちと過ごす時間、料理（得意メニューはマレーシア風カレー）、人の話を聞く。
- 特技は、英語、マレー語、中国語、日本語、キックボクシング（４級・５級取得）、漫才（M―１グランプリ出場経験あり）、競技ダンス・社交ダンス、傾聴からの励まし、難しい医学の話を分かりやすく解説すること。

## テレビ・ラジオ

### 現在のレギュラー・準レギュラー
- ネルちゃん!やまちゃん!すみちゃん!のHungry&Love（MBSラジオ、2019年10月から月1回のペースで放送）やまちゃん（山本精工株式会社・山本正人社長）・すみちゃん（清家すみれ）と共にパーソナリティを務める番組で、2020年3月以降は『MBSマンデースペシャル』内で放送。
- せんせの時間～権藤弁護士とDr.ネルソン～（MBSラジオ、2020年12月～、月1回放送）権藤健一・権藤倖一郎（いずれも弁護士）に加えて、毎日放送のアナウンサーから1名が月替わりで出演。
- 月曜から元気に!Good Monday!!（朝日放送ラジオ、2021年4月  - ）
- 朝生ワイド す・またん!（読売テレビ、2021年9月から月1回のペースで出演) 水曜日コメンテーター。
- BSフジ「ブラマヨ弾話室～ニッポンどうかしてるぜ！～」
- BSよしもと「ワシんとこ・ポスト」コメンテーターとして出演。

### 過去の出演番組
- ミント!（毎日放送、2019年10月からスタジオパネラーとして準レギュラー格で出演）
- 『松井愛のあさカツ』に出演。（MBSラジオ　2020年2月）
- 『ありがとう！浜村淳です』に出演。（MBSラジオ　2020年10月28日）
- 『ドッキリ！ハッキリ！三代澤康司です』に出演。（ABCラジオ　2021年2月24日）
- 『キングオブコメンテーター』（吉本興業YouTubeチャンネル　2021年9月9日）
- 逆転力、激らせろ：山分　ネルソン（産婦人科医、希咲クリニック院長）【ひょうごラジオカレッジ 2024年5月11日放送分】

## イベント
- 2020年10月18日　山分ネルソン（産婦人科医）聞き手・笑い飯 哲夫「知っとかなきゃ絶対損する女性医学と人生論」（オンライン）
- 2020年11月15日　山分ネルソン（産婦人科医）聞き手・笑い飯 哲夫「知っとかなきゃ絶対損する女性医学と人生論　その2」（オンライン）
- 2020年12月13日　山分ネルソン（産婦人科医）聞き手・笑い飯 哲夫「知っとかなきゃ絶対損する女性医学と人生論 その3」（オンライン）
- 2021年3月13日　山分ネルソン（産婦人科医）聞き手・笑い飯 哲夫「知っとかなきゃ絶対損する医学と人生論　その4」（オンライン）
- 2021年4月3日　山分ネルソン（産婦人科医）聞き手・笑い飯 哲夫　「知っとかなきゃ絶対損する医学と人生論　その5」（オンライン）
- 2021年5月23日　山分ネルソン（産婦人科医）聞き手・笑い飯 哲夫　「知っとかなきゃ絶対損する医学と人生論　その6」（オンライン）
- 2023年12月13日 小学生と関わる先生のための「あかるい性教育」のススメ（講師：山分ネルソン氏×田中まゆ氏）（オンライン）

## 著書
- 岡山栄子, 山分ネルソン祥興(監修)『病気にならない「ゆず」健康法』PHP文庫、2017年1月6日。ISBN 978-4569766560。
- 田中まゆ, 山分ネルソン『みがまえなくても大丈夫! 性教育は、こわくない』IAP出版、2021年12月20日。ISBN 978-4908863110。
- 山分ネルソン『日本人が知らない「ジャパニーズ・ドリーム」を掴む方法。逆転力、激らせろ−希望を咲かせて−』IAP出版、2023年9月9日。ISBN 978-4908863141。